# Dewu
Dewu (kinesiska: 德巫, 德巫乡) är en socken i Kina. Den ligger i provinsen Sichuan, i den sydvästra delen av landet, omkring 360 kilometer väster om provinshuvudstaden Chengdu. Antalet invånare är 1742. Befolkningen består av 862 kvinnor och 880 män. Barn under 15 år utgör 30 %, vuxna 15-64 år 65 %, och äldre över 65 år 4,0 %.
Genomsnittlig årsnederbörd är 944 millimeter. Den regnigaste månaden är juli, med i genomsnitt 222 mm nederbörd, och den torraste är november, med 2 mm nederbörd.